# Ladislav Bezák
Ladislav Bezák (* 1932; † November 2018) war ein tschechoslowakischer Kunstflugpilot. Er war 1960 der erste FAI-Kunstflugweltmeister und 1965 der erste Sieger der Biancotto Trophy.
Am 19. Dezember 1971 gelang ihm eine spektakuläre Flucht nach Westdeutschland. Er flog in einer zweisitzigen Zlín Z-226 (Luftfahrzeugkennzeichen OK-MUA) mit seiner Frau und den vier Söhnen vom Flugplatz Kladno (westlich von Prag) nach Nürnberg. Dort erhielt die Familie politisches Asyl und siedelte sich danach mit seiner Familie in Bühne an.
Ladislav Bezák starb im Alter von 86 Jahren in Ormstown in Kanada.

## Kunstflugmanöver
Besondere und bis heute anhaltende Bekanntheit erlangte Ladislav Bezák für die von ihm erfundene Kunstflugfigur „Lomcovák“. Diese Figur fehlt bis heute in praktisch keiner Freestyle-Kunstflugvorführung.